# 사이먼 풀러

사이먼 풀러(영어: Simon Fuller, 1960년 5월 17일 ~ )는 영국 헤이스팅스 출신의 기업인, 연예 매니저, 텔레비전 프로그램 제작자로, 스파이스 걸스의 매니저로 잘 알려져 있다.